# Messerschmitt Me 323
Messerschmitt Me 323 "Gigant " -  foi o maior avião de transporte militar da Segunda Guerra Mundial.
Era um avião inovador, primeiro se tratava da conversão de um planador (o Messerschmitt Me 321), era hexamotor e, também era dotado de uma inédita entrada de cargas na parte da frente da fuselagem e por último tinha também foguetes que poderiam ser utilizados para facilitar a decolagem (ver: JATO).
A capacidade de carga era enorme, podendo transportar 130 homens ou até um veículo blindado leve. A aeronave era também equipada com seis metralhadoras laterais, acionadas através de aberturas da fuselagem.
Nenhum Me 323 sobreviveu ao conflito, pois devido à sua baixa velocidade durante o voo era um alvo fácil para os caças aliados.

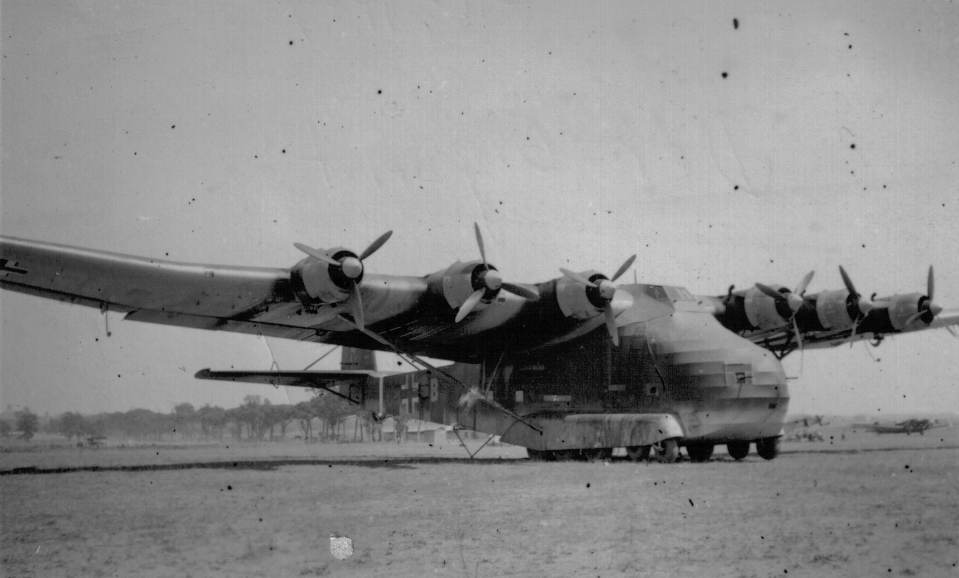
Um "Gigant " na Itália em agosto de 1943.

## Histórico de desenvolvimento
No início de 1941, como resultado do feedback dos pilotos de Comando de Transporte que operavam na Rússia, tomou-se a decisão de produzir uma variante motorizada do Me 321, que seria designada como Me 323. Foi decidido usar motores radiais franceses Gnome et Rhône GR14N classificados como 1,180 PS (1.164 cv, 868 kW) para a decolagem; O uso de motores franceses fora pensado para não colocar nenhuma demanda na indústria da Alemanha. 
A seleção dos seis motores e sua colocação específica na borda de ataque da asa foram ajustados para reduzir o torque baseado nas experiências obtidas no desenvolvimento do Heinkel He 177, sendo assim os motores da asa direita giravam em sentido oposto aos da asa esquerda para evitar assim os efeitos que o torque excessivo pudesse causar.

## Design
O "Gigant" foi projetado com uma gigantesca asa montada no alto da fuselagem, para permitir a sustentação de cargas extremamente pesadas. Para reduzir o peso da aeronave e economizar em ligas de alumínio (vitais para outros aviões mais prioritários), a maior parte da asa era feita de madeira prensada e tecido, enquanto a fuselagem era composta de partes de metal, madeira e tecido sendo o piso do compartimento de carga reforçado para suportar a carga.
O trem de pouso era composto de dez rodas largas semi-retráteis, desenhadas para se flexionarem como em um trator com lagartas, o que permitia a aterrissagem em terrenos acidentados e também funcionava para distribuir o peso sobre uma grande área. O "Gigant" podia transportar dois caminhões de quatro toneladas, 8.700 filões de pão, ou um canhão antiaéreo de 88mm com todo seu equipamento, munição e tripulação. Outras possibilidades de carga eram 52 tambores de combustível de 45 galões (252 litros), 130 homens ou até mesmo 60 macas.

## História operacional
Em setembro de 1942, os Me 323 estavam sendo entregues para uso na campanha da Tunísia e entraram em serviço no teatro do Mediterrâneo em novembro de 1942. A alta taxa de perda entre os navios do Eixo havia tornado necessário um enorme transporte de equipamentos pelo Mediterrâneo para manter Rommel e seu Afrika Korps fornecido, sendo a opção aérea escolhida.
Em 22 de abril de 1943, uma formação de 27 Me 323s completamente carregados estava sendo escoltada através do Estreito siciliano por Bf 109s da JG 27 quando foram interceptada por sete esquadrões de Spitfires e P-40s. Vinte e dois Me 323s foram perdidos enquanto três dos P-40 foram abatidos pela escolta. 
Um total de 198  Me 323s foram construídos antes da produção cessar em abril de 1944.